# Comune di Birštonas
Il comune di Birštonas è uno dei 60 comuni della Lituania, situato nella regione della Dzūkija/Sudovia.
Qui è nata la cantante Jessica Shy.